# カンムリヤマガメ
カンムリヤマガメ（Rhinoclemmys diademata）は、爬虫綱カメ目イシガメ科アメリカヤマガメ属に分類されるカメ。

## 分布
コロンビア北東部、ベネズエラ北西部のマラカイボ湖周辺（北東部除く）および流入河川
英名はマラカイボ湖周辺に生息することに由来する。

## 形態
最大甲長25.7センチメートル。オスよりもメスの方が大型になり、オスは甲長18.7センチメートル。背甲の色彩は黒や暗褐色で、斑紋が入らない。左右の肛甲板の間にはごく浅い切れ込みが入る。腹甲の色彩は黒や暗褐色で、外縁や甲板の継ぎ目（シーム）は淡黄色や淡黄褐色。
頭部はやや小型。吻端はやや突出し、上顎の先端は浅く凹む。虹彩は暗褐色。頭部の色彩は黒や暗褐色で、頭頂部から眼の後方にかけて馬蹄状の黄色や黄褐色の斑紋が入る。種小名diademataは「交差した帯」の意で頭部の斑紋に由来すると考えられ、和名も頭部の斑紋に由来する。吻端と目の間と、吻端から上顎にかけて筋模様が入る。下顎や喉の色彩は黄色で、斑紋が入らない。指趾の間には水掻きが発達する。頸部や四肢の色彩は暗灰色や暗褐色で、側頭部から頸部にかけて黄色い数本の筋模様が破線状に入る。四肢には黄色い斑点が入る。
卵は長径5.2-7.1センチメートル、短径3-3.4センチメートル。幼体は肋甲板に放射状に黄褐色の斑紋が入る個体もいるが、成長に伴い消失する。
オスは背甲がやや扁平。幼体やメスは背甲がややドーム状に盛り上がる。

## 分類
アシポチヤマガメの亜種とされていたが、分布が重複しないこと、色彩や斑紋に差異があること、中間型の個体がいないこと、分子系統学的解析などから独立種とする説が有力である。核DNAとミトコンドリアDNAの分子系統学的解析から属内ではアシポチヤマガメ、クロムネヤマガメ、ハナトガリヤマガメ、ハラスジヤマガメ、ミゾヤマガメと単系統群を形成すると推定されている。

## 生態
河川、池沼、湿原、湾処、水路などの淡水域に生息する。汽水湖のマラカイボ湖には流入河川の河口域を除いて生息せず、流入河川の本流でも生息数が少ない。半水棲だが上陸し、陸伝いに水場を移動することもある。
食性は雑食で、植物の茎や葉、昆虫、巻貝などを食べた例がある。
繁殖形態は卵生。周年繁殖する。木や草の根元、地面の割れ目に、1回に1-3個（主に2個）の卵を数回に分けて産む。産卵時には穴を掘らずに、卵を直接産む。

## 人間との関係
生息地では食用や薬用にされたり、民芸品の材料とされることもある。
ペットとして飼育されることもあり、日本にも輸入されている。生息地では野生のカメの輸出が厳しく制限されているため、国際的にも流通量は少ない。